# Beocja

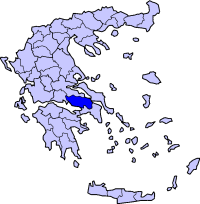
Współczesna Beocja na mapie Grecji

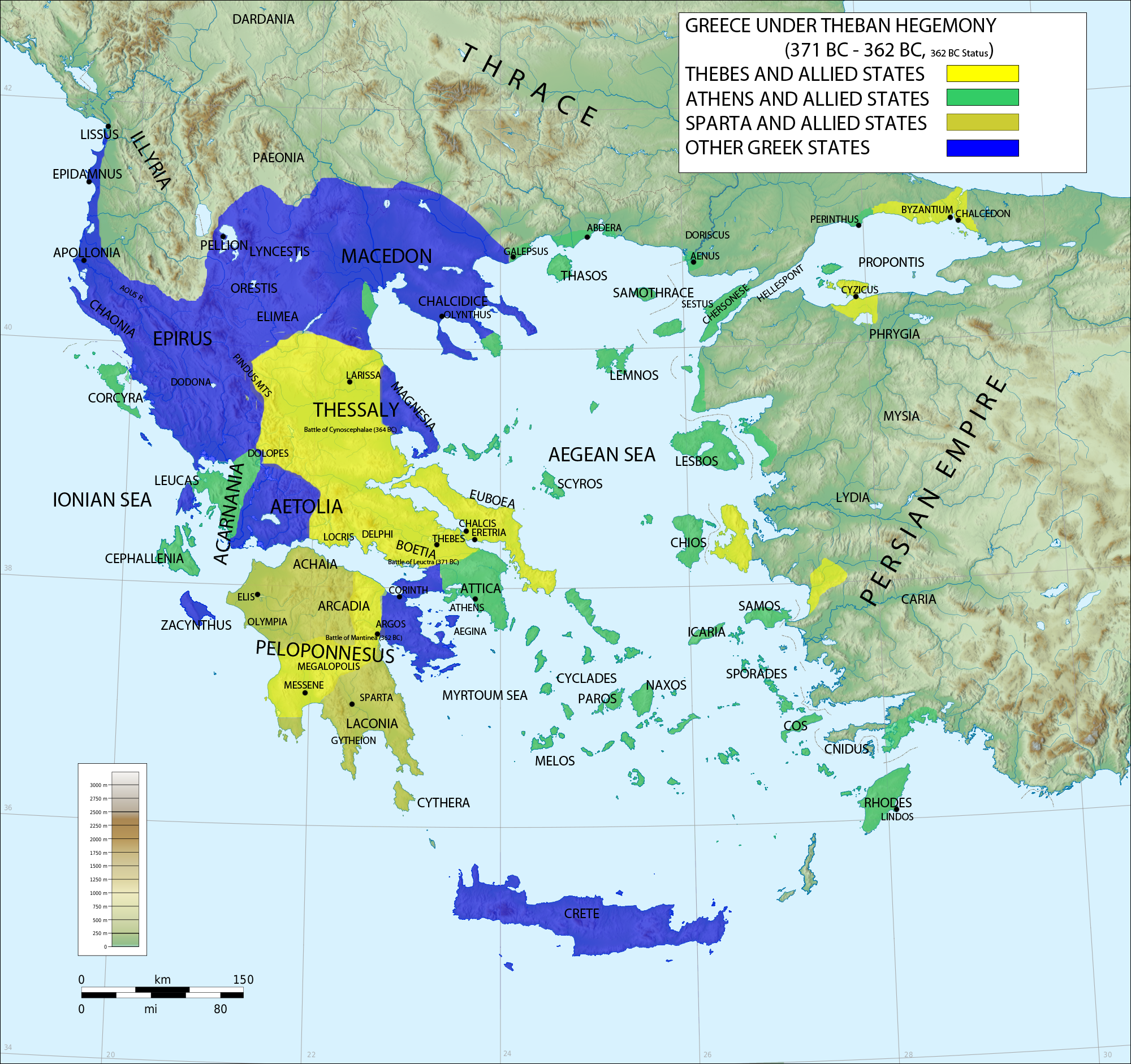
Hegemonia Teb 371-362 p.n.e.

Mapa Beocji starożytnej

Beocja (gr. Βοιωτία, Boiotia, łac. Beotia) – kraina historyczna w środkowej starożytnej Grecji między Zatoką Koryncką a Zatoką Eubejską Północną i Południową oraz Cieśniną Ewripos. 
Od 2011 roku Beocja (Viotia) jest jednostką regionalną w Republice Greckiej w regionie administracyjnym Grecja Środkowa, ze stolicą w Liwadii. Graniczy z Attyką Zachodnią i Attyką Wschodnią (region Attyka) oraz Fokidą i Ftiotydą (Grecja Centralna). Powierzchnia Beocji wynosi 2952 km², zamieszkuje ją około 130,7 tys. ludzi (stan z 2005 roku).

## Beocja w starożytności
W starożytności Beocja odgrywała ważną rolę. Jej głównym miastem były Teby. W południowej części Beocji znajdowały się dwa pasma górskie: Kiteron i Helikon (siedziba muz). Większość jej obszaru zajmowały jednak żyzne pola uprawne, zdatne też do hodowli. 
W VII wieku p.n.e. powstał Związek Beocki, skupiające polis z tej krainy z Tebami na czele. W czasie wojny peloponeskiej Związek początkowo opowiedział się po stronie Sparty, odnosząc ważne zwycięstwo w bitwie pod Delion. Beocja odgrywała największą rolę w IV wieku p.n.e. pod rządami Epaminondasa. Po bitwie pod Leuktrami w 371 p.n.e. Beoci odebrali Sparcie hegemonię w Grecji. 
Kres złotej epoce Beocji położyła przegrana z Macedonią w 338 p.n.e.

### Ludzie związani ze starożytną Beocją
Z Beocji pochodzili:
- Hezjod
- Pelopidas
- Pindar
- Plutarch
- Myron

### Ważne starożytne miasta
Ważnymi ośrodkami miejskimi na terenie Beocji były w starożytności:
- Teby
- Orchomenos
- Cheronea
- Leuktry
- Plateje